# 1995 BQ
1995 BQ är en asteroid i huvudbältet som upptäcktes den 23 januari 1995 av den japanska astronomen Takao Kobayashi vid Ōizumi-observatoriet.
Asteroiden har en diameter på ungefär 9 kilometer.